# Pôr do Sol (RTP)
Pôr do Sol é uma série de televisão e streaming portuguesa de comédia dramática e sátira transmitida pela RTP1 desde 2021. É desde 2022 co-transmitida pela Netflix. Foi criada com o propósito de ser uma sátira às telenovelas.. 
Inicialmente, quando anunciou o produto, a RTP afirmou que Pôr do Sol seria uma telenovela de verão; no entanto, algum tempo depois, revelou-se que seria uma série que parodiava as telenovelas e não uma telenovela no mesmo registo das habituais. 
O argumento foi de Henrique Cardoso Dias e a realização de Manuel Pureza.
Pôr do Sol teve uma grande repercussão nas redes sociais, até junto de um segmento do público que não costuma acompanhar ficção portuguesa. Segundo José Fragoso, diretor de programas da RTP1, a série foi "um sucesso gigantesco". Fragoso afirmou também que Pôr do Sol teria uma segunda temporada em 2022.A segunda temporada de “Pôr do sol” estreou no dia 8 de agosto de 2022 às 21h00.
No dia 11 de dezembro de 2022 foi anunciado no painel da série na Comic Con Portugal que a mesma iria terminar em formato de filme exibido nos cinemas. Pôr do Sol: O Mistério do Colar de São Cajó estreou dia 3 de agosto de 2023.

## Sinopse
Amor, paixão, mistério, traição fazem os dias da herdade do Pôr do Sol.
A família Bourbon de Linhaça, conhecida em Santarém como uma das mais influentes famílias de que há memória, é dona da herdade do Pôr do Sol, rica em cereja da melhor qualidade e de cavalos que são campeões mundiais de corrida.
Mas nem tudo são rosas e as desgraças começam a bater à porta dos Bourbon de Linhaça. A ovelha negra da família, o irmão calculista e sombrio do senhor engenheiro, arquiteta vários planos para acabar com a hegemonia do patriarca da família, ao mesmo tempo que, do passado, surge a figura de uma filha perdida, fruto de um romance tórrido entre a dona da casa e o caseiro, que vai abalar os alicerces desta herdade, colocando em causa tudo e todos.

## Elenco
| Ator/Atriz                   | Personagem                  |
| ---------------------------- | --------------------------- |
| Gabriela Barros              | Matilde Bourbon de Linhaça  |
| Gabriela Barros              | Filipa Martins              |
| Gabriela Barros              | Salomé                      |
| Diogo Amaral                 | Lourenço Paulino            |
| Marco Delgado                | Eduardo Bourbon de Linhaça  |
| Sofia Sá da Bandeira         | Madalena Bourbon de Linhaça |
| Rui Melo                     | Simão Bourbon de Linhaça    |
| Manuel Cavaco                | António Paulino             |
| Noémia Costa                 | Maria da Piedade            |
| Sérgio Praia                 | Francisco Bossa Nova        |
| Carla Andrino                | Ivone                       |
| António Melo                 | Tó Mané                     |
| Rodrigo Saraiva              | Raúl                        |
| Susana Blazer                | Carla                       |
| João Baptista                | Nando                       |
| Sofia Aparício               | Cristina                    |
| Pedro Laginha                | Tó Maluco                   |
| Madalena Almeida             | Vera                        |
| Cristóvão Campos             | Diogo                       |
| André Pardal                 | Jimmy                       |
| Igor Regalla                 | João «Johnny»               |
| Santiago André               | Miúdo de Madragoa           |
| Vítor d'Andrade              | Padre Vitó                  |
| Paulo Calatré                | Narciso                     |
| Luís Aleluia                 | Sebastião                   |
| Luís Mascarenhas             | Serafim                     |
| António Machado              | Apresentador                |
| Mariana de Almeida Fernandes | Constança                   |
| Miguel Raposo                | Felipe                      |
| José Carlos Pereira          | Dr. Rodrigo                 |
| Miguel Damião                | Dr. Ruca                    |
| Débora Monteiro              | Inspetora Paula             |
| Tiago Teotónio Pereira       | Inspetor Ivo                |
| Ana Malhoa                   | polícia                     |
| Jorge Mourato                | Coronel Facínora            |
| João Craveiro                | Cavaleiro do Rater          |
| João Catarré                 | Cavaleiro do Rater          |
| Paulo Manso                  | Cavaleiro do Rater          |
| Ricardo Carriço              | Piloto                      |
| Miguel Monteiro              | Padre Ruca                  |
| Joaquim Nicolau              | Produtor Acácio             |
| Toy                          | ele próprio                 |
| Diogo Piçarra                | ele próprio                 |
| Fernando Daniel              | ele próprio                 |
| Padre José Luís Borga        | ele próprio                 |

### Elenco da 2ª temporada:
| Ator/Atriz           | Personagem                     |
| -------------------- | ------------------------------ |
| Pepê Rapazote        | Gran Ratón                     |
| Rita Salema          | Madre Peluda                   |
| Duarte Grilo         | Gerente Zé Tó                  |
| Inês Lopes Gonçalves | Reclusa                        |
| Cláudia Jardim       | Concha                         |
| Catarina Avelar      | Sónia Maluca                   |
| Luísa Ortigoso       | Celeste                        |
| Lourenço Ortigão     | Jorge                          |
| Carolina Carvalho    | Jéssica                        |
| Fernando Pires       | Armando                        |
| Dalila Carmo         | Maria da Piedade               |
| Mafalda Marafusta    | Beta                           |
| Inês Sá Frias        | Marta                          |
| João Vicente         | Henrique                       |
| Romeu Costa          | César                          |
| Cleo Malulo          | Madame Makumba                 |
| Sílvia Rizzo         | Isabel Serpa Fução             |
| Rui Mendes           | Tio Felipe Grimaldi de Linhaça |
| Paulo Pires          | Alexandre                      |
| José Mata            | Daniel                         |
| Sandra Faleiro       | Inspetora Chefe Marina         |
| Joaquim Horta        | Dr. Fanã                       |
| Paulo Duarte Ribeiro | Agente Imobiliário             |
| Anilson Eugénio      | Adulto de Molhanga do Bué      |
| Miro Vemba           | Motorista                      |
| Gilmário Vemba       | Padre                          |
| Diogo Morgado        | Tiago/Armindo                  |
| Marisa Liz           | ela própria                    |
| Chef Vítor Sobral    | ele próprio                    |
| Tiago Bettencourt    | ele próprio                    |
| MARO                 | ela própria                    |

### Elenco de 1991:
| Ator/Atriz     | Personagem                          |
| -------------- | ----------------------------------- |
| Bárbara Branco | Madalena Bourbon de Linhaça (jovem) |
| José Condessa  | António Paulino (jovem)             |
| Saul Ricardo   | Homem do Barco                      |

## Temporadas
Episódios de acordo com a sua emissão original, sendo a 1.ª Temporada emitida pela RTP1 e a 2.ª Temporada emitida pela RTP1 e pela Netflix. 

## Lista de temporadas
| Resumo | Resumo | Episódios | Episódios | Originalmente exibido | Originalmente exibido |
| Resumo | Resumo | Episódios | Episódios | Estreia da temporada  | Final da temporada    |
| ------ | ------ | --------- | --------- | --------------------- | --------------------- |
|        | 1      | 16        | 16        | 16 de agosto de 2021  | 3 de setembro de 2021 |
|        | 2      | 20        | 20        | 9 de agosto de 2022   | 2 de setembro de 2022 |

## Audiências
Na estreia, dia 16 de agosto de 2021, Pôr do Sol registou 4.5 de audiência média e 9.5% de share, com cerca de 426 mil espectadores. O último episódio da 1ª temporada de Pôr do Sol terminou com 4.4 audiência média e 9.0% de share, com cerca de 416 mil espectadores.
A segunda temporada da série estreou quase 1 ano depois, no dia 8 de agosto de 2022, o resultado foi quase idêntico à estreia da primeira temporada (mesmo rating e mesmo share, mas +3500 espectadores de diferença), Por do Sol 2 registou 4.5 de audiência média e 9,5% de share, com cerca de 429.800 espectadores.
Foi a série com mais audiências da RTP Play

### Episódios
| N.º | Título            | Exibição original     | Audiência (espectadores) | Audiência (share) |
| --- | ----------------- | --------------------- | ------------------------ | ----------------- |
| 1   | "Episódio n.º 1"  | 16 de agosto de 2021  | 426 300                  | 9.5%              |
| 2   | "Episódio n.º 2"  | 17 de agosto de 2021  | 383 800                  | 8.7%              |
| 3   | "Episódio n.º 3"  | 18 de agosto de 2021  | 298 500                  | 6%                |
| 4   | "Episódio n.º 4"  | 19 de agosto de 2021  | 385 100                  | 8.7%              |
| 5   | "Episódio n.º 5"  | 20 de agosto de 2021  | 440 800                  | 9.8%              |
| 6   | "Episódio n.º 6"  | 23 de agosto de 2021  | ASD                      | ASA               |
| 7   | "Episódio n.º 7"  | 23 de agosto de 2021  | 482 000                  | 10.3%             |
| 8   | "Episódio n.º 8"  | 24 de agosto de 2021  | ASD                      | ASA               |
| 9   | "Episódio n.º 9"  | 25 de agosto de 2021  | 426 300                  | 10.3%             |
| 9   | "Episódio n.º 9"  | 26 de agosto de 2021  | ASD                      | ASA               |
| 10  | "Episódio n.º 10" | 27 de agosto de 2021  | ASD                      | ASA               |
| 11  | "Episódio n.º 11" | 30 de agosto de 2021  | 322 100                  | 6.8%              |
| 12  | "Episódio n.º 12" | 31 de agosto de 2021  | 528 900                  | 11.4%             |
| 13  | "Episódio n.º 13" | 1 de setembro de 2021 | ASD                      | ASA               |
| 14  | "Episódio n.º 14" | 2 de setembro de 2021 | ASD                      | ASA               |
| 15  | "Episódio n.º 15" | 3 de setembro de 2021 | 416 500                  | 9%                |
| 16  | "Episódio n.º 16" | 3 de setembro de 2021 | 416 500                  | 9%                |

| N.º | Título            | Exibição original     | Audiência (espectadores) | Audiência (share) |
| --- | ----------------- | --------------------- | ------------------------ | ----------------- |
| 17  | "Episódio n.º 1"  | 8 de agosto de 2022   | 429 800                  | 9.5%              |
| 18  | "Episódio n.º 2"  | 9 de agosto de 2022   | 445 200                  | 10.0%             |
| 19  | "Episódio n.º 3"  | 10 de agosto de 2022  | ASD                      | ASA               |
| 20  | "Episódio n.º 4"  | 11 de agosto de 2022  | 386 100                  | 9.1%              |
| 21  | "Episódio n.º 5"  | 12 de agosto de 2022  | ASD                      | ASA               |
| 22  | "Episódio n.º 6"  | 15 de agosto de 2022  | ASD                      | ASA               |
| 23  | "Episódio n.º 7"  | 16 de agosto de 2022  | 380 900                  | 8.3%              |
| 24  | "Episódio n.º 8"  | 17 de agosto de 2022  | 287 600                  | 6.1%              |
| 25  | "Episódio n.º 9"  | 18 de agosto de 2022  | ASD                      | ASA               |
| 26  | "Episódio n.º 10" | 19 de agosto de 2022  | ASD                      | ASA               |
| 27  | "Episódio n.º 11" | 22 de agosto de 2022  | ASD                      | ASA               |
| 28  | "Episódio n.º 12" | 23 de agosto de 2022  | ASD                      | ASA               |
| 29  | "Episódio n.º 13" | 24 de agosto de 2022  | ASD                      | ASA               |
| 30  | "Episódio n.º 14" | 25 de agosto de 2022  | ASD                      | ASA               |
| 31  | "Episódio n.º 15" | 26 de agosto de 2022  | ASD                      | ASA               |
| 32  | "Episódio n.º 16" | 29 de agosto de 2022  | ASD                      | ASA               |
| 33  | "Episódio n.º 17" | 30 de agosto de 2022  | ASD                      | ASA               |
| 34  | "Episódio n.º 18" | 31 de agosto de 2022  | ASD                      | ASA               |
| 35  | "Episódio n.º 19" | 1 de setembro de 2022 | ASD                      | ASA               |
| 36  | "Episódio n.º 20" | 2 de setembro de 2022 | ASD                      | ASA               |

Nota: Todos os episódios estrearam na RTP Play ao meio-dia, na mesma data da transmissão original televisiva.